# ماسویل هیل
longitudeماسویل هیلlatitudeماسویل هیل
ماسویل هیل (به انگلیسی: Muswell Hill) یک ناحیه در لندن است که در منطقه هرینگی لندن واقع شده‌است.

## ایستگاه‌های متروی نزدیک
- ایستگاه متروی هایگیت
- ایستگاه متروی تورنپیک لین
- ایستگاه متروی فینچلی شرقی
- ایستگاه متروی باندز گرین
- ایستگاه متروی وود گرین